# The Mint Juleps
The Mint Juleps – brytyjska grupa soul z lat 80.
W skład zespołu wchodziły siostry Debbie, Lizzie, Sandra oraz Marcia Charles. Współpracowały między innymi z Sister Sledge, Billem Braggiem uczestnicząc w okazjonalnych koncertach. Zespół występował także jako sekcja wokalna na koncertach Boba Geldofa, Belle Stars oraz Dr. Feelgood.
W 1985 roku zespół wydał One Type, swoją debiutancką płytę nakładem Stiff Records. W repertuarze grupy znalazły się takie utwory jak „Only Love Can Break Your Heart” Neila Younga oraz „Every Kind of People” Roberta Plamera.
W 1996 roku siostry pojawiły się na albumie Mystery Box Mickeya Harta, byłego perkusisty Grateful Dead.

## Dyskografia
- One Type (1985)